# Râul Răchitoasa, Zeletin
Râul Răchitoasa este un curs de apă, afluent al râului Zeletin. 